# Jayne Kirkham
Jayne Kirkham est une personnalité politique britannique.

## Biographie
Jayne Kirkham obtient un Bachelor of Laws (LLB) de l'Université de Southampton en 1994. Elle étudie ensuite à l'University of Law (en).
En 2024, elle est élue députée.